# 차이니즈가든역

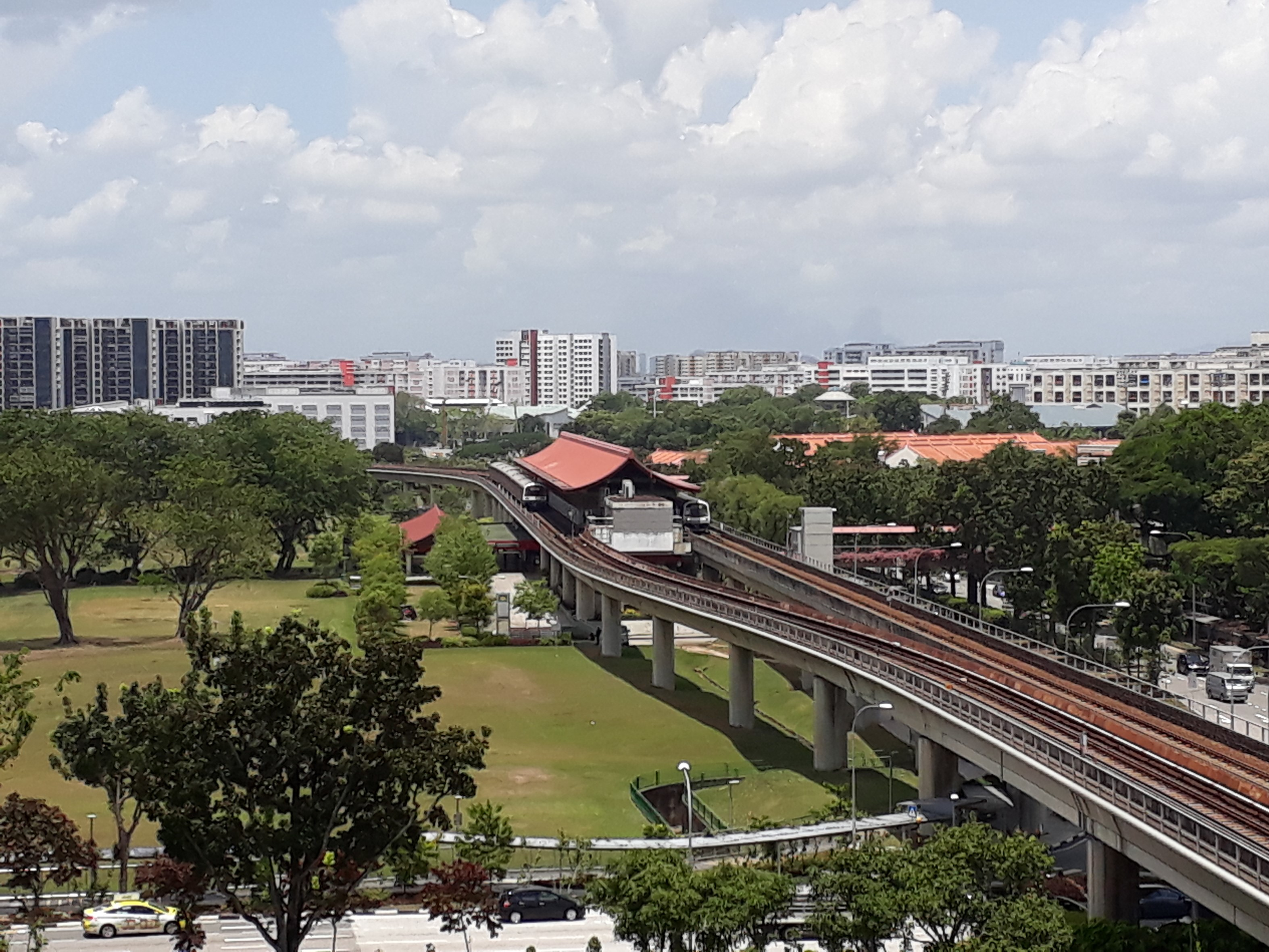

차이니즈가든역(Chinese Garden MRT station)은 싱가포르 주롱 이스트의 이스트웨스트선에 있는 지상 MRT(Mass Rapid Transit) 역이다. 주로 유화(Yuhua)의 주거 단지와 역 이름의 유래가 된 중국 정원을 포함하여 주롱 레이크의 다양한 관광 명소를 제공한다.
차이니즈가든역의 지붕은 중국 전통 건축 디자인을 기반으로 한다.